# Rossin
Rossin település Németországban, Mecklenburg-Elő-Pomeránia tartományban. Lakosainak száma 169 fő (2023. december 31.).

## Népesség
A település népességének változása:
| Lakosok száma | 163  | 168  | 167  | 170  | 169  |
|               | 2017 | 2019 | 2021 | 2022 | 2023 |